# Édouard Colbert de Villacerf
Pour les articles homonymes, voir Colbert et Famille Colbert.
Édouard Colbert, marquis de Villacerf, né en 1628 et mort à Paris le 17 octobre 1699, est un administrateur du gouvernement de Louis XIV.

## Parcours
Cousin à la fois de Jean-Baptiste Colbert et de Michel Le Tellier, fils de Jean-Baptiste Colbert de Saint-Pouange et de Claude Le Tellier, il entre dans les bureaux de ce dernier et sert comme premier commis de la Guerre. Premier maître d'hôtel de la reine, il est également homme de cour et familier de Louis XIV.
En 1686, il reçoit la commission d'inspecteur général des Bâtiments du roi, qui fait de lui l'adjoint de Louvois à la surintendance des Bâtiments. 
À la mort de Louvois, Villacerf lui succède comme surintendant des Bâtiments, le 28 juillet 1691), mais il n'est titulaire de cette charge que par commission et non en titre d'office. Le nouveau surintendant arrive aux affaires à une époque où le budget des Bâtiments est à son plus bas niveau, en raison de la guerre de la Ligue d'Augsbourg et son administration n'est signalée par aucune grande réalisation.
Son premier commis, Pierre Mesmyn, qui passait aussi pour son fils naturel, ayant été compromis dans des malversations, Villacerf démissionne le 17 octobre 1699 et mourut peu après de chagrin. Mansart fut nommé à sa place.
Villacerf avait fait construire, vers 1650, au no 23 de la rue de Turenne, un hôtel particulier qui resta dans la famille jusqu'en 1755, et fut occupé par la Société de l'enseignement professionnel de femmes en 1862, puis jusqu'en 1905 par les Prêtres de la doctrine chrétienne. Très défiguré et transformé en 1931, une partie de ses boiseries sont au musée Carnavalet. Il accueille ensuite les cours Pigier. En 2010, il est entièrement restauré à usage d'habitation, une fontaine du XVIIe siècle se trouve dans la cour.
Il avait épousé Geneviève Larcher, dont il eut, entre autres Charles-Maurice Colbert, dit l’abbé de Villacerf, agent général du clergé de France.